# Pachnobia fennoscandica
Pachnobia fennoscandica är en fjärilsart som beskrevs av Clayhills 1930. Pachnobia fennoscandica ingår i släktet Pachnobia och familjen nattflyn. Inga underarter finns listade i Catalogue of Life.